# Cherry Creek (pueblo)
Cherry Creek es un pueblo ubicado en el condado de Chautauqua en el estado estadounidense de Nueva York. En el año 2000 tenía una población de 1.152 habitantes y una densidad poblacional de 12.1 personas por km².

## Demografía
Según la Oficina del Censo en 2000 los ingresos medios por hogar en la localidad eran de $36,146, y los ingresos medios por familia eran $36,250. Los hombres tenían unos ingresos medios de $30,089 frente a los $22,857 para las mujeres. La renta per cápita para la localidad era de $14,980. Alrededor del 14.0% de la población estaban por debajo del umbral de pobreza.